# Bäckröding
Bäckröding (Salvelinus fontinalis) är en fisk som ursprungligen är från Nordamerika. Den har planterats ut i Sverige sedan 1890-talet med varierande framgång.

## Utseende
I Europa blir arten sällan över 35 cm lång, maximalt 55 cm, och väger vanligtvis inte mer än 1 kg. Bäckrödingens storlek beror på vattendragets kvalitet och tillgången på föda. Individer som lever i Nordamerika kan vara 86 cm långa och väga 8 kg. I naturen når fisken som högst en ålder av 8 - 10 år. Bäckrödingen odlas ofta i särskilda anläggningar och köttets smak värderas högre än regnbågsöring.
Fisken är en av de färgrikaste i familjen och färgen skiftar från population till population. Till kroppsformen liknar den en torped. Som alla laxfiskar har bäckrödingen en fettfena. Bukfenorna har en påfallande röd-orange färg med vit kant. Ryggens färg ligger mellan brun och oliv. Fisken har små fjäll och en stor mun.

## Utbredning och habitat
Arten är ursprunglig för Nordamerika, i nordöstra Kanada och nordöstra USA, inklusive övre östra Mississippibäckenet. Den lever i kallt, syrerikt, mer eller mindre strömmande vatten. Den har introducerats till flera länder i världen, i Europa, Asien, Australien, Nya Zeeland, Sydamerika och södra Afrika.
I en doktorsavhandling från Sveriges lantbruksuniversitet (SLU) framförs stark kritik mot denna arts inplantering i Sverige. Den anses ha en förödande verkan på det inhemska fiskbeståndet.

## Levnadssätt
Bäckrödingen kräver inga gömställen. Därför infördes den i snabbt strömmande åar eller i floder med rak sträckning. Fisken kan uthärda lägre pH-värde än öringen. Liksom fjällrödingen lägger bäckrödingen sin rom på grusbottnar. Därför skapar de en grop med bakkroppen innan de utstöter rommen. Äggen täcks vanligen med ett grusskikt som är 7 till 20 cm tjock.
Födan består huvudsakligen av djurplankton och mindre djur från vattendragets botten. Under sommaren äter de även insekter som hamnar på vattenytan. Större exemplar äter dessutom mindre fiskar, även av samma art, groddjur och små däggdjur.

## Hot
Bäckrödingen hotas regionalt av landskapsförändringar, av intensivt fiske och av införda främmande fiskar. Hela populationen bedöms som stabil eller den minskar lite. IUCN listar arten som livskraftig (LC).